# Яльчик (посёлок)
Яльчик — посёлок в Волжском районе Республики Марий Эл, входит в состав Эмековского сельского поселения.

## География
Расположен в 3 км к северу от центра поселения — села Эмеково, в 24 км по автодорогам к северу от центра Волжска, на озере Яльчик, в национальном парке Марий Чодра.

## История
Посёлок Яльчик Эмековского сельсовета Волжского района образован в 1973 году на базе Яльчинского лесничества, дома отдыха «Яльчик» и пионерского лагеря.
В 1980 году в поселке размещалось 9 хозяйств, проживали 10 мужчин и 15 женщин. Жители пользовались электричеством, газом, водопроводной водой, имелась телефонная связь, проходила асфальтированная дорога. В поселке работали фельдшерско-акушерский пункт, клуб, библиотека, ларек, столовая, баня на 50 мест, прачечная, парикмахерская, контора. Услугами данных учреждений пользовались не только местные жители, но и отдыхающие дома отдыха и пионерского лагеря. Из 9 одноэтажных домов 5 были построены в довоенный период.
По данным переписи 2002 года население — 25 человек (марийцы — 76 %). В 2003 году в посёлке 7 хозяйств, проживает 13 человек, разговаривающих на русском и марийском языках. В Яльчинском лесничестве имеется 4 жилых дома и контора лесничества, на другом конце озера от лесничества находятся 2 жилых дома. В доме отдыха и оздоровительных лагерях имеются квартиры для обслуживающего персонала, где несколько человек прописаны, а часть проживает временно в летний период. Жители пользуются водой из колодцев, водопровода, озера Яльчик.
В 2010 году — 5 человек (3 мужчины, 2 женщины).

## Население
| 2002 | 2010 |
| ---- | ---- |
| 25   | ↘5   |